# Nur für Offiziere
Nur für Offiziere (Originaltitel: The Americanization of Emily) ist eine US-amerikanische Tragikomödie aus dem Jahr 1964, die vor dem Hintergrund der alliierten Invasion in der Normandie 1944 spielt. James Garner spielt den amerikanischen Soldaten Charlie Madison, der zum Held wider Willen stilisiert wird. Julie Andrews ist in der Rolle einer Kriegswitwe zu sehen, in die sich Madison verliebt. Das Drehbuch basiert auf dem gleichnamigen Roman von William Bradford Huie.

## Handlung
London kurz vor der Alliierten Invasion in der Normandie. Lieutenant Commander Charlie Madison ist die Ordonnanz des Konteradmirals Jessup. Madison ist ein Spezialist darin, die oberen Chargen der Navy mit Luxusgütern zu versorgen. Allerdings ist er gleichzeitig ein ausgemachter Feigling, was er aber auch selbst zugibt. Fast unmerklich verliebt er sich in Emily Barham. Die Engländerin arbeitet für die Navy als Fahrerin. Sie hat im Krieg Ehemann und Bruder verloren. Admiral Jessup ist davon überzeugt, dass das Heer ein besseres Image hat als die Navy. Er ist von der Idee besessen, dass der erste getötete Soldat bei der Invasion ein Seemann der Navy ist. So beauftragt er Madison und dessen besten Freund, Lieutenant Commander Cummings, die Invasion mit der Filmkamera zu dokumentieren. Madisons Proteste verärgern auch Emily.
Für die Dokumentation ist Madison gezwungen, der erste Soldat auf Omaha Beach zu sein.
Als er mit durch den Kugelhagel rennt, tritt er auf eine Mine der Deutschen, die explodiert. Meldungen besagen, dass er der erste Gefallene der Invasion sei. Bilder (s)einer Leiche werden in den Zeitungen abgebildet. Madison wird zu einem Kriegshelden gemacht. Lieutenant Cummings, von dem die Bilder stammen, ist stolz, einen Helden erschaffen zu haben. Doch stellt sich etwas später heraus, dass Madison überlebt hat. Die entsprechenden Berichte in den Zeitungen machen ihn wütend, er droht sogar damit, seine Feigheit öffentlich zu machen. Emily verspricht, ihn zu heiraten, wenn er sein Geheimnis für sich behält.

## Hintergrund
Die US-Premiere fand am 27. Oktober 1964 statt. In Deutschland erschien der Film erstmals am 25. Dezember desselben Jahres in den Kinos.
Drehorte der Produktion von MGM waren London und die britischen MGM-Studios in Borehamwood/Hertfordshire. Die Szenen der Invasion am Omaha Beach wurden in Kalifornien am Mandalay Beach gedreht.
Die für den BAFTA-Award nominierte Julie Andrews war 1965 für zwei Filme nominiert, neben diesem Film auch für Meine Lieder – meine Träume.

## Kritiken
Das Lexikon des internationalen Films über den Film: „US-Komödie, die hohles Heldentum entlarven will und sich dabei ziemlich krasser Mittel bedient.“
Bosley Crowther von der New York Times fand in dem Film „einige der wildesten, dreistesten und lustigsten Situationen im Wahnsinn des Krieges, die je auf der Leinwand gezeigt wurden.“
prisma urteilte: „Arthur Hillers Komödie bedient sich krasser dramatischer Mittel, um hohles Heldentum zu entlarven. Besonders sehenswert ist Julie Andrews und James Garners kühl-ironische Liebesbeziehung, die hier fast zwei Jahrzehnte vor ihrem großen Welterfolg Victor/Victoria (1981) schon einmal zusammen in dieser komödiantischen Abrechnung mit falschem Heldenkult spielten.“

## Auszeichnungen
1965 wurde der Film in den Kategorien Beste Kamera (s/w) und Bestes Szenenbild (s/w) (Hans Dreier, Hans O. Peters, George W. Davis, Elliot Scott, Robert R. Benton, Henry Grace) für den Oscar nominiert. Eine weitere Nominierung gab es bei der Verleihung des British Film Academy Award für Julie Andrews in der Kategorie Beste britische Darstellerin.
Bei der Verleihung des Laurel Award erreichte der Film in der Kategorie Bestes Drama sowie James Garner als Bester Hauptdarsteller den zweiten Platz, Melvyn Douglas belegte als Bester Nebendarsteller den fünften Platz.